# Mittlerer Schwarzwald zw. Gengenbach und Wolfach
Mittlerer Schwarzwald zw. Gengenbach und Wolfach este o arie protejată (arie specială de conservare — SAC, sit de importanță comunitară — SCI) din Germania întinsă pe o suprafață de 252,48 ha, integral pe uscat.

## Localizare
Centrul sitului Mittlerer Schwarzwald zw. Gengenbach und Wolfach este situat la coordonatele 48°23′42″N 8°07′12″E / 48.395°N 8.12°E.

## Înființare
Situl Mittlerer Schwarzwald zw. Gengenbach und Wolfach a fost declarat sit de importanță comunitară în ianuarie 2005 pentru a proteja 6 specii de animale. Situl a fost protejat și ca arie specială de conservare în ianuarie 2019.

## Biodiversitate
Situată în ecoregiunea continentală, aria protejată conține 6 habitate naturale: Cursuri de apă de la nivel de câmpie la nivel montan, cu vegetație Ranunculion fluitantis și Callitricho-Batrachion, Liziere de ierburi înalte hidrofile de câmpie și de nivel montan până la alpin, Fânețe de joasă altitudine (Alopecurus pratensis, Sanguisorba officinalis), Fânețe montane, Pante stâncoase silicioase cu vegetație casmofită, Păduri aluvionare cu Alnus glutinosa și Fraxinus excelsior (Alno-Padion, Alnion incanae, Salicion albae).
La baza desemnării sitului se află mai multe specii protejate:
- amfibieni (1): izvoraș-cu-burta-galbenă (Bombina variegata)
- mamifere (1): liliac comun (Myotis myotis)
- nevertebrate (4): Austropotamobius torrentium, Coenagrion mercuriale, Euplagia quadripunctaria, phengaris nausithous (Maculinea nausithous)